# Élections sénatoriales de 2008 dans la Drôme
Les élections sénatoriales dans la Drôme ont eu lieu le dimanche 21 septembre 2008. Elles ont eu pour but d'élire les sénateurs représentant le département au Sénat pour un mandat de six années.

## Contexte départemental
Lors des élections sénatoriales du 27 septembre 1998 dans la Drôme, deux sénateurs PS ont été élus, Jean Besson et Bernard Piras.
Depuis, tous les effectifs du collège électoral des grands électeurs ont été renouvelés, avec les élections législatives françaises de 2007, les élections régionales françaises de 2004, les élections cantonales de 2004 et 2008 et les élections municipales françaises de 2008.

## Rappel des résultats de 1998
| Candidat et parti politique | Candidat et parti politique | Candidat et parti politique | Premier tour | Premier tour | Second tour | Second tour |
| Candidat et parti politique | Candidat et parti politique | Candidat et parti politique | Voix         | %            | Voix        | %           |
| --------------------------- | --------------------------- | --------------------------- | ------------ | ------------ | ----------- | ----------- |
|                             | Jean Mouton                 | UDF                         | 517          | 44,96        | 537         | 46,82       |
|                             | Jean Besson                 | PS                          | 489          | 42,52        | 582         | 50,74       |
|                             | Bernard Piras               | PS                          | 470          | 40,87        | 582         | 50,74       |
|                             | Gabriel Biancheri           | RPR                         | 446          | 38,78        | 361         | 31,47       |
|                             | Marcial Langlais            | PCF                         | 78           | 6,78         | Retrait     | Retrait     |
|                             | Jean-Guy Pinède             | EXG                         | 76           | 6,61         | Retrait     | Retrait     |
|                             | Marie-José Chevalier        | PCF                         | 75           | 6,52         | Retrait     | Retrait     |
|                             | Véronique Schlotter         | Verts                       | 43           | 3,74         | 25          | 2,18        |
|                             | Bernard Pinet               | FN                          | 32           | 2,78         | 21          | 1,83        |
|                             | Daniel Pelissier            | FN                          | 26           | 2,26         | 17          | 1,48        |
|                             |                             |                             |              |              |             |             |
| Inscrits                    | Inscrits                    | Inscrits                    | 1 175        | 100,00       | 1 175       | 100,00      |
| Abstentions                 | Abstentions                 | Abstentions                 | 17           | 1,45         | 16          | 1,36        |
| Votants                     | Votants                     | Votants                     | 1 158        | 98,55        | 1 159       | 98,64       |
| Blancs et nuls              | Blancs et nuls              | Blancs et nuls              | 8            | 0,69         | 12          | 1,04        |
| Exprimés                    | Exprimés                    | Exprimés                    | 1 150        | 99,31        | 1 147       | 98,96       |

## Sénateurs sortants
| Sénateur | Sénateur      | Parti | Fonctions lors de l'élection en 1998 |
| -------- | ------------- | ----- | ------------------------------------ |
|          | Jean Besson   | PS    | Sénateur sortant, conseiller général |
|          | Bernard Piras | PS    | Sénateur sortant                     |

## Présentation des candidats et des suppléants
Les nouveaux représentants sont élus pour une législature de 6 ans au suffrage universel indirect par les 1276 grands électeurs du département. Dans la Drôme, les sénateurs sont élus au scrutin majoritaire à deux tours. Compte tenu des évolutions démographiques, leur nombre change en 2008, passant de 2 à 3 sénateurs. Ils sont 14 candidats dans le département, chacun avec un suppléant.
| T/S | Candidats | Candidats             | Parti | Principale fonction                           |
| --- | --------- | --------------------- | ----- | --------------------------------------------- |
| T   |           | Jean-Michel Bochaton  | PCF   |                                               |
| S   |           | Monique Moyroux       | PCF   |                                               |
| T   |           | Annie Mazet           | PCF   |                                               |
| S   |           | Philippe Leeuwenberg  | PCF   |                                               |
| T   |           | Laurent Donzet        | PCF   |                                               |
| S   |           | Bernadette Daumage    | PCF   |                                               |
| T   |           | Catherine Coutard     | MRC   |                                               |
| S   |           | Michel Tache          | MRC   |                                               |
| T   |           | Hélène Merlier-Planel | Verts |                                               |
| S   |           | Gérard Dabbene        | Verts |                                               |
| T   |           | Jean-David Abel       | Verts |                                               |
| S   |           | Mireille Meffre Bahr  | Verts |                                               |
| T   |           | Jean Besson           | PS    | Sénateur sortant                              |
| S   |           | Danièle Pic           | PS    |                                               |
| T   |           | Bernard Piras         | PS    | Sénateur sortant, maire de Bourg-lès-Valence  |
| S   |           | Max Feschet           | PS    |                                               |
| T   |           | Didier Guillaume      | PS    | Président du conseil général                  |
| S   |           | Pierre Combes         | PS    |                                               |
| T   |           | Jean-Pierre Tabardel  | DVG   |                                               |
| S   |           | Philippe Giraud       | DVG   |                                               |
| T   |           | Philippe Vallette     | DIV   |                                               |
| S   |           | Michel Peragut        | DIV   |                                               |
| T   |           | Thierry Cornillet     | MoDem | Député européen, conseiller régional          |
| S   |           | Régine Oddoz          | MoDem |                                               |
| T   |           | Gilbert Bouchet       | UMP   | Conseiller général, maire de Tain-l'Hermitage |
| S   |           | Serge Roux            | UMP   |                                               |
| T   |           | Joël Cheval           | FN    |                                               |
| S   |           | Daniel Pelissier      | FN    |                                               |

## Résultats
| Candidat et parti politique | Candidat et parti politique | Candidat et parti politique | Premier tour | Premier tour | Second tour | Second tour |
| Candidat et parti politique | Candidat et parti politique | Candidat et parti politique | Voix         | %            | Voix        | %           |
| --------------------------- | --------------------------- | --------------------------- | ------------ | ------------ | ----------- | ----------- |
|                             | Didier Guillaume            | PS                          | 653          | 51,62        |             |             |
|                             | Bernard Piras               | PS                          | 616          | 48,70        | 682         | 56,27       |
|                             | Jean Besson                 | PS                          | 608          | 48,06        | 675         | 55,69       |
|                             | Gilbert Bouchet             | UMP                         | 380          | 30,04        | 459         | 37,87       |
|                             | Thierry Cornillet           | MoDem                       | 359          | 28,38        | Retrait     | Retrait     |
|                             | Jean-Pierre Tabardel        | DVG                         | 149          | 11,78        | 115         | 9,48        |
|                             | Jean-David Abel             | Verts                       | 103          | 8,14         | 96          | 7,92        |
|                             | Jean-Michel Bochaton        | PCF                         | 70           | 5,53         | Retrait     | Retrait     |
|                             | Annie Mazet                 | PCF                         | 63           | 4,98         | Retrait     | Retrait     |
|                             | Catherine Coutard           | MRC                         | 61           | 4,82         | Retrait     | Retrait     |
|                             | Laurent Donzet              | PCF                         | 58           | 4,58         | Retrait     | Retrait     |
|                             | Hélène Merlier-Planel       | Verts                       | 47           | 3,72         | Retrait     | Retrait     |
|                             | Joël Cheval                 | FN                          | 20           | 1,58         | 11          | 0,90        |
|                             | Philippe Valette            | DIV                         | 11           | 0,87         | Retrait     | Retrait     |
|                             |                             |                             |              |              |             |             |
| Inscrits                    | Inscrits                    | Inscrits                    | 1 276        | 100,00       | 1 276       | 100,00      |
| Abstentions                 | Abstentions                 | Abstentions                 | 6            | 0,47         | 11          | 0,86        |
| Votants                     | Votants                     | Votants                     | 1 270        | 99,53        | 1 265       | 99,14       |
| Blancs et nuls              | Blancs et nuls              | Blancs et nuls              | 5            | 0,39         | 53          | 4,15        |
| Exprimés                    | Exprimés                    | Exprimés                    | 1 265        | 99,14        | 1 212       | 94,98       |